# یوواجیک (بتلیس)
یوواجیک (به ترکی استانبولی: Yuvacık) یک منطقهٔ مسکونی در ترکیه است که در بیتلیس واقع شده‌است. یوواجیک ۶۹ نفر جمعیت دارد.